# Сражение под Казимеж-Дольны
Битва под Казимеж-Дольны — одно из вооруженных столкновений в ходе Польского восстания 1830—1831 годов, которое произошло 6 (18) апреля 1831 года близ населённого пункта Казимеж-Дольны, расположенном на правом берегу реки Вислы, между русским отрядом под командованием генерала Киприана Антоновича Крейца и польским войском под началом генерала Юлиана Серавского.

## Перед боем
После неудачного для поляков боя при Вронове произошедшего 5 (17) апреля 1831 года Серавский отступил в село Ополе, а затем на Казимеж-Дольны, где высокий пересеченный оврагами берег мог, по мнению Серавского, способствовать спуску в долину и посадке войск на заранее заготовленные в Казимеже суда. В полночь с 5 (17) апреля 1831 года на 6 (18) апреля 1831 года Серавский прибыл в Казимеж-Дольны, но не принял мер к скорейшей переправе, так что, когда на следующий день к полудню показались русские, была переправлена только часть кавалерии и 4 орудия; точно также Серавский не принял мер для обороны Казимеж-Дольны. 
Между тем, ген. Крейц с рассветом 6 (18) апреля 1831 года продолжал преследование неприятеля. Узнав, что Серавский стремился соединиться с соседним отрядом на Вепрже, Крейц решил преградить ему путь и для этого двинулся двумя колоннами: сам с главными силами пошел вправо через сёла Ковалу и Вылаги, а графа Алексея Петровича Толстого с двумя драгунскими полками и казаками направил через село Корчмиску к Казимеж-Дольны. Обе колонны почти одновременно показались перед неприятелем. 

## Сражение
Казимеж-Дольны расположен в глубокой котловине и охвачен в виде полукруга отвесными скалами, частью поросшими кустарником. Подойти к Казимеж-Дольны можно было только по трем углубленным дорогам, Серавский оборонял эти дороги с оставшимися под рукою частями пехоты Млокосевича и Малаховского и несколькими орудиями; его отряд был растянут на большом протяжении и разделен на несколько частей, не поддерживавших друг друга. 
Русские постепенно овладели всеми высотами; тщетно два польских батальона пытались удержаться на поляне у бер. Вислы: они б. смяты конными егерями; часть Сандомирской кавалерии, видя путь отрезанным, бросилась вплавь через Вислу и погибла. Кржесимовский с егерями укрылся в развалинах старого замка короля Казимира, но вскоре сложил оружие. Только Серавскому с небольшим отрядом пехоты и кавалерии с орудиями удалось пробраться по берегу и ночью переправиться через Вислу у Пулав и Голомба. 
По данным самих поляков, они потеряли более 2000 человек, из которых 54 офицера, 1.500 нижних чинов взято в плен. Русские, считая потери и 5 (17) апреля 1831 года в бою при Вронове, — не более 600 солдат и офицеров.

## Итоги
Достигнутые Крейцом результаты были весьма важны, так как обеспечили русским владение Люблинским воеводством и показали полякам недостаточную боевую подготовку новобранцев, входивших уже значительным числом в состав польской армии. В свою очередь генерал Крейц «действовал с полной прозорливостью и энергией». 
Генерал Серавский за эту неудачу был вскоре заменен Антоний Янковский, хотя вина в проигранной операции ложится главным образом на главнокомандующего польской армии, который не поддержал Серавского отрядом Паца, находившимся близ Потыча и в это время бездействовавшим. Янковский впоследствии также совершил многочисленные ошибки, за что предстал перед военным трибуналом, но был оправдан, однако в здание суда ворвалась толпа и учинила над ним и ещё несколькими арестованными жестокий самосуд обвинив в предательстве Ноябрьского восстания.